# Fushan
Fushan léase Fu-Shán (en chino:福山区,pinyin:Fúshān qū, lit:montaña felicidad) es un distrito urbano bajo la administración directa de la ciudad-prefectura de Yantai. Se ubica al este de la provincia de Shandong, este de la República Popular China. Su área es de 482 km² y su población total para 2010 fue +400 mil habitantes.

## Administración
El distrito de Fushan se divide en 9 pueblos que se administran en 5 subdistritos y 4 poblados.